# デジモンストーリー サイバースルゥース
『デジモンストーリー サイバースルゥース』（DIGIMONSTORY CYBERSLEUTH）は、バンダイナムコゲームスより2015年3月12日に発売されたゲームソフト。

## 概要
主人公は電脳探偵（サイバースルゥース）となって電脳と現実2つの世界を"冒険"していくサイバーパンク作品であり、従来の「冒険」「育成」「バトル」の要素はそのままに、ビジュアルやゲームシステムの大幅な強化が図られている。
デジモンアドベンチャー15周年の節目の年に発売された作品であり、「大人になったデジモンファンへ」というコンセプトのもと制作されている。キャラクターデザインには『デジモンワールド リ:デジタイズ』から引き続いてヤスダスズヒトが起用されている。
初回封入特典として、アグモン（黒）、ガブモン（黒）、オリジナルカスタムテーマ2種、サウンドトラックなどが入手できるプロダクトコードが同封される。
2017年12月14日に本作品の裏側を描いた続編となる『デジモンストーリー サイバースルゥース ハッカーズメモリー』が発売された。機種はPlayStation 4およびPlayStation Vita。前作と同等のシナリオやクエストボリュームが新たに用意され、前作の内容も同梱されており、CEROも一段階格上げされている。
2019年10月17日に本作品と『ハッカーズメモリー』が両方収録されたソフトが発売された。機種はNintendo Switch。

## ストーリー
近未来の日本ではインターネットに視覚的・感覚的にアクセスできる技術の発展により生まれた「電脳空間EDEN」が人々のもう一つの日常となっていた。
電脳空間で噂のハッカーに興味を持つ主人公は、謎のハッカーからの呼び出しに応え、チャット仲間のノキア・アラタと共に電脳空間の最下層へとログインする。
しかし、そこで突如発生した「イーター」の攻撃により、精神データの一部を破壊され半デジタル状態のまま現実世界へはじき出されてしまう。
時を同じくして、現実世界では電脳世界のデータが実体化する怪奇現象が頻発し始めるのであった。

## システム

### 進行
概要
ストーリーによる進行の他、合間で掲示板に表示された依頼を遂行する必要がある。
依頼は進行によって自動で掲示板に表示されるものの他、マップエリア内のどこかしらにあるイベントシンボルの出たキャラにアクセスすることで新たに追加される場合もある。
各依頼をこなすことで、探偵としての評価（スルゥースランク）が上がる。シナリオの進行にスルゥースランクは影響しない。
ハッキングスキル
連れ歩いているデジモンによって使用可能な探索を補助する能力。使用するために必要となるデジモンの条件などはプレイヤー画面で確認できる。
いくつかのスキルはレベルが存在し、上位のものほど強力で条件も厳しくなる。
- ウォールクラックLv.1～4：定められたレベルのファイアウォールを解除する。一度解除してしまえば再使用する必要はない。条件デジモンは「一定以上の世代」。
- コードスキャン：暗号化された情報を読み取る。再使用の必要なし。専ら、必須ではないが知るとクリアしやすくなる情報を得ることができる。条件デジモンは「種族がデータ」。
- コピーアンドペースト：ダンジョンにあるデータプレート（鍵）をコピーし、別の場所にある端末（鍵穴）にペーストすることで道を開放できる。ただし、鍵穴に合った鍵でなければ無効。条件デジモンは「種族がワクチン」。
- ステルスハイド：透明となって視認されなくなる。ストーリー途中で追加されて使用する他、後半において自衛隊に通行止めされている個所の先に行くために必要。条件デジモンは「種族がウィルス」。
- ハードセキュリティLv.1～3：エンカウント率を下げる（Lv.3は0%）。ファンクションコールLv.1と合わせて、電脳空間を脱出するまで有効。条件デジモンは「世代が完全体（Lv.2以降は究極体が一定数以上）」。
- ファンクションコールLv.1～2：エンカウント率を上げる（Lv.2は即座に遭遇）。あくまで遭遇するだけの効果なので遭遇対象は選べない。条件デジモンは「種族がフリー（＋世代が成長期以上）」。

### 育成
概要
入手したデジモンを管理、育成するための施設「デジラボ」では、デジモンのコンバート（実体化）やデジモンの進化・退化などを行うことができる。
今までの「デジモンストーリー」シリーズ同様寿命はない。
連れ歩けるデジモンの上限は11で、さらに組み込むデジモンの「メモリ」がプレイヤーの「容量」以下でなければならない。連れ歩けないデジモンはデジバンクやデジファームに預けることができる。
デジファーム
デジファームでは個々のデジモンにエサをあげられるほか、各種ステータス強化を行う特訓やアイテムの開発、探偵事務所で受注できる依頼やアイテムを発見する調査などが行える。待機を含めたいずれの場合でも、時間経過とともに経験値が上昇する。
宝箱などから入手できる「ファーム開発キット」で数を増やすことができる。最大数は5。また、ファームに配置できるデジモンの数は1つにつき10。
各内容の結果は、デジモンごとのタイプによって成果に補正がかかる。リーダーに指定したデジモンのタイプの影響は比較的大きくなる。実行内容によって完了するまでの時間が異なる。
ファームには様々なアイテムを設置することができ、それによって取得経験値や各行動の結果に補正が加えられる。「ファーム拡張プラグイン」で増加する各ファームごとのレベルと同数だけ設置できる。
特訓
配置されているデジモンに訓練を施し、パラメータに上昇補正を加える。上昇する値の総量は「才能」というパラメータに比例するので、上げすぎてしまった場合などは「抑制チップ」というアイテムを使用して下げる必要がある。
上昇するパラメータは各デジモンかリーダーの影響を受けて上昇する。そのため、効率よく上昇させるためには「パッチ」というアイテムを使用して目的のタイプに合わせる必要がある。タイプが変化するとパラメータも少し変化する。なお、パッチは中盤辺りに販売し始める。
特訓には「のんびり」「ノーマル」「スパルタ」の3つがあり、厳しくなると時間ごとの上昇量が増加する代わりに友情度が下がってしまう。
開発
100・1000・10000YENの費用をかけることで、アイテムを開発する。開発されるアイテムはロードするごとに変化する。非売品も入手可能だが、この方法のみというものはない。
調査
前述の通り依頼を探してもらう（失敗時にはアイテム入手）。費用は不要。見つかる依頼は「悪のハッカー退治」「デジモンの落とし物探し」のどちらかで、依頼は最大で8枠受注できる。
ハッカー退治は30人いるハッカーを1人ずつ探し出して退治する。30人すべて退治すると完全に終了するが、追加のご褒美などはない。
落し物探しはデジモンごとに決まった場所にある落とし物を探し出す。受注後、依頼者であるデジモンに会うと落し物が配置されるので、拾って届けることでデジモンメダルを入手できる。この方法でしか入手できないデジモンメダルがある。
場所が固定であるので、ストーリーを進行させて各デジモンに該当する場所を開示しないと登場しない。また、調査用ファームアイテム「探偵の極意」の設置数で依頼者の世代が変化する。
進化・退化
進化は進化先のデジモンごとに決まったレベルなどのパラメータを必要とする。また、特定のイベントのクリアなど別途条件が必要な場合もある。
退化は退化先のデジモンと一度でも遭遇すること以外の制限は無い。
進化・退化を行うと、その時点のレベルに応じて才能が上昇する。ロイヤルナイツや七大魔王などの上位種は高い才能を要するため、進化と退化を繰り返す必要がある。
ジョグレス進化
一部のデジモンはジョグレス進化が可能。条件は通常の進化条件に加えてジョグレス対象とともに友情が最大であること（ジョグレス対象のパラメータは条件に影響しない）。
実行した場合、ジョグレス対象は完全消滅するため退化する際はジョグレス素材のどちらかを選択することになる。
なお、シャッコウモン以外のジョグレス進化体はジョグレスでのみ作成可能。
アーマー進化
デジメンタルによる進化。フレイドラモン・マグナモン・ラピッドモン（金）の3種類が存在する。実質通常の進化と大差ないが、そこからさらに進化することはない。
アイテムとしてデジメンタルを入手する必要があり、一度入手してしまえば消費されるようなことはなく、退化も普通に行うことができる。
亜種として「鋼の意思」を必要とするハックモンがいる（こちらは進化可能）。
モードチェンジ
一部のデジモンは進化と同等の体裁で別形態への変形が可能。この場合、世代が変化したとしてもレベルが1になったりはしない。
進化と同じ扱いであるため、実行するにはデジラボに立ち寄らなければならず、戦闘中に切り替えることはできない。
デジモンロード
任意のデジモンに、所有するデジモンを取り込ませて経験値を得るシステム。取り込まれた方は消滅する。取り込まれるデジモンの世代・レベル・才能によって得られる経験値が異なる。
基本的にデジモンの種類にかかわらず経験値は一定であるが、ゴールドヌメモン・プラチナスカモン・ブラックキングヌメモン・プリンスマメモン・プラチナヌメモンの5種は得られる経験値が多く設定されている。
デジコンバート
デジモンと遭遇すると上昇する解析率が100%を超えたデジモンを実体化させる。タイプはランダムで決まる。解析率の上限は200%で、遭遇段階で上昇するので勝利する必要はない。
解析率は多いほど初期の才能に補正がかかる。最大は5。解析率の上昇は世代が上に行くほど少なくなる。装備品によって、上昇量に補正を加えることが可能。

### 戦闘
概要
アクティブターン制で進行し、デジモンの素早さや特性、行動によって行動順が変化する。実行できる行動の種類は「攻撃」「ガード」「スキル」「アイテム」「エスケープ」「チェンジ」の6つ。
攻撃者と攻撃対象の種族・属性によってダメージが増減するようになっている。種族の場合は相性が良ければ倍、悪ければ半減する。属性の場合は相性がいい場合のみ1.5倍になる。両方相性が良ければ3倍となり、種族相性が悪い相手に属性相性のいい攻撃を行うと0.75倍となる。
バッドステータスは、行動ごとにダメージを受ける「毒」、数ターン行動できない「睡眠」、ランダム対象に通常攻撃を行う「混乱」、種族相性が反転する「バグ」、スキルが使えなくなる「液晶化」、ランダムで行動できない「麻痺」、次の行動がスキップされる「スタン」がある。
チェンジは実行したデジモンの行動を消費して、後衛のデジモンと自由に入れ替える（総入れ替えなども可能）。また、前衛が全滅した場合は生存している後衛と自動で入れ替わる（前衛に出てくるデジモンは左上から順）。後衛のデジモンは特に回復などはしない。
装備
デジモンごとに決まった装備枠にアイテムを装備できる。
効果は、パラメータ強化・バッドステータス軽減・経験値増加などの特殊補正系（USB）の3パターン。なお、ステータス強化は一つしか上げられないが上昇量の最大値が多いものと複数上げられるが上昇量が低いもの、バッドステータス軽減は確率半減と完全防御の2パターンが存在する。
増加したパラメータは特訓による増加とまとめて表記されるが、進化条件には影響しないため注意。
スキル
主に戦闘中に使用できるスキル。回復スキルのみ移動中も使うことができる。
デジモン固有の必殺技と進化・退化しても習得したままとなる継承技がある。必殺技はそのデジモンになっている間のみレベル1から使用でき、継承技はレベルが上昇することで習得できる。
スキルの最大数は20となっており、進化・退化を繰り返して上限に到達してしまった場合、新規習得技も含めて任意に選択して削除しなければならない。ファームにいるデジモンの場合、パーティに加えた際にこの処理が発生する。

### その他
オフラインコロシアム
中野ブロードウェイの4階にあるゲームセンター「中野TRF」のゲーム筐体にアクセスすることで実行できるCPU戦。ゲームという体裁だが、アイテムは使用可能。
ゲーム進行度によって、計6つある難易度が解放される。ただし、下位ランクのコロシアムをクリアしないと次のランクに挑むことができない。
難易度によって敵の強さはもちろんのこと、戦闘の総数も増加する。基本的に全戦クリアすると経験値が増加する「ブレイブポイント」が入手できる。
デジモンメダル
各デジモンが描かれたメダル。各町にあるガチャ、デジモンのランダムドロップ、各依頼、路上に落ちているものを拾うことで入手可能。全部で500枚存在する。
ガチャは10個あり、それぞれ30種のメダルが入手可能（重複なし）。戦闘で入手できるメダル以外は、この方法でしか入手できない。
集めたメダルは中野ブロードウェイの4階にいるメダルおじさんに買い取ってもらえる。売ったメダルはコレクションを見せてもらうことでビジュアル付きで確認できる他、特定の組み合わせが揃うことでアイテムをもらうことができる。
通信
デジラボではオンライン対戦やプレイヤー同士のアドホックによる通信対戦が可能。
オンライン対戦は現在接続中のプレイヤーの他、CPUと遭遇することがあるため、仮に他のプレイヤーと繋がらなくても対戦できないということはない。
CPU戦は「ユーザー名が3桁の数字＋大文字の名前」「控えのデジモンがいない」「通信遅延がない」という共通点がある。
容量はプレイヤーの状態にかかわらず上限が150で固定で、対戦時のレベルは50に固定される。
図鑑
遭遇・育成したデジモンのデータが見られる図鑑。
各デジモンの解説が見られる他、そのデジモンの習得スキルとそのレベル、任意のレベルにおけるパラメータ（本作品ではデジモン・レベルごとの上昇量が固定）、進化先・退化先の確認を行うことができる。なお、パラメータ確認はそのデジモンのタイプによるパラメータ補正は考慮しない。
進化先・退化先のデジモンは選択することでさらにそのデジモンの項目に移動できるため、任意のデジモンからの進化ルートの確認が可能。

## 登場キャラクター

### メインキャラクター
相羽 タクミ（あいば タクミ / 男） / 相羽 アミ（あいば アミ / 女）
声 - 松岡禎丞（男） / 大久保瑠美（女）
『サイバースルゥース』の主人公。HNは「AI◎BA」で、ブルーボックス（アラタ）が管理する会員制チャットの一員。
ジャーナリストの母親・雪乃について海外に行くために通っていた学校を転校済みだったが、事件のせいで延期となった。
基本的に口数が少ない（喋るのは選択肢程度）が、食に対してこだわりがあるのか食事中のモノローグでは饒舌。また、表情は豊かで、天然でマイペースな性格が窺える描写も散見されるが、特に待合時間に対するルーズさが、ノキア始め少なくない人物にしばしば指摘される。
謎のハッカーの導きに興味を示し、ノキア・アラタとともにネットスラム「クーロン」へ赴く。クーロンにてデジモンキャプチャーをインストールされてハッカーとなるも、突然現れたイーターとの接触によってEDEN症候群になりながらも半デジタル状態になるイレギュラー状態になってしまう。元の肉体に戻れず、半デジタル状態のまま現実世界にはじき出されてしまう。偶然通りかかった杏子の導きでクーロンにて自分にそっくりなアバターパーツを集めて最低限の体裁を取り繕うことに成功する。その後は、自身の元の肉体を取り戻すため、杏子の誘いに乗って「電脳探偵」として怪奇事件を追うことになる。
半電脳化したことで「コネクトジャンプ」と呼ばれる特殊能力を身に着けており、アクセス可能な電脳空間であれば場所を問わず自身の肉体ごと侵入が可能となる。コネクトジャンプできる場所は割と人目がある場所がままあるが、騒ぎになることは無い（ただし初めて見た人間には不思議がられている）。
本来の肉体はEDEN症候群による昏睡状態となっており、セントラル病院にて眠ったままになっている。なお、曲がりなりにも同時に存在しているためか同一人物だとは思われていない。
実はノキア・アラタ・悠子・勇吾とは幼馴染であり、8年前に発生した事件の被害者。EDENのβテストに参加中、突如出現したデジタルゲートを通りデジタルワールドに訪れるが、ゲートから突如イーターが襲来。勇吾が囮となったことで、何とか脱出に成功する。これらは末堂の施した処置によって忘れていたが、とある事情で当時の記憶を内包するイーターと度重なる接触を経て記憶が復活した。記憶が戻る前にもアラタやノキアと子供時代に共に遊んでいる写真のような映像を度々見ている。
イーターに取り込まれた人間を救出するために幾度かイーターへのコネクトジャンプを行った結果、半電脳体の存在は多大なダメージを受けており、徐々に実体を保てなくなりつつある。そして、最終決戦にてマザー・イーターに取り込まれた勇吾や末堂を救出するためにコネクトジャンプしたことで限界を超え、デジタルワールドから現実世界に戻る途中でデータが霧散してしまう。しかし、アルファモンの導きでタクミ / アミとともにいたことでそのデータを蓄積し続けた仲間デジモンのデータから再構築・インストールしたことで元の体に戻ることに成功し、復元・回帰した世界で本来の杏子と再会する。
天沢 ケイスケ（あまざわ ケイスケ）
声 - 浅利遼太
『ハッカーズメモリー』の主人公。四白眼という異相だが、クーロンのデジモンの売人や千歳などからは「モブ顔」と言われている他、優を助けたあとには自身でも「自分は平凡で退屈」と思っているのが発覚する。
性格はしっかりしているが優しく、ふざけた部分もあるが正義感の強い人物ではあるものの、優曰くは「何されても許すし優し過ぎる、本当の馬鹿」らしい。また、明らかに相手が年上や目上でもふざけた態度を取ることもあるが、しばしばいじめられる同級生の優を助けたりする部分もあり、アキラにアカウント狩りされ、それを扇動していた真犯人が優だと知ってショックを受けていたが、持ち直す精神の強さも持つ。
前作の主人公と同じく三ノ電高校の生徒だったが、ハッキングよってEDENのアカウントを奪われ、退学に追い込まれた。自分のアカウントを取り戻すため、ハッカーチーム「フーディエ」に入る。
エリカがイーターに取り込まれて以降、龍司や千歳の案によってリーダーとなり、イーターやEDENイーターを倒した。
白峰 ノキア（しらみね ノキア）
声 - 潘めぐみ
タクミ / アミのチャット仲間の少女。HNは「アッキーノ」。チャットにおけるアバターはピンク色の笑顔の球体にツインテールをつけたもの。
「なるようになる」がモットーで、考えるよりも先に行動しがち。落ち込むこともあるが基本はポジティブ。はっきり言ってしまうと頭が悪く、難しい言葉や話は理解できない。「エロカワボディ」を自称するなどナルシストでもあるが、アカウント狩りをナンパと間違える痛い部分もある。
また、男性からは概ね好評である。
見た目は可愛らしいが、フェイやサブクエの犯罪をしていた男性からはなぜかブッサイクと言われている。
謎のハッカーの言葉に真っ先に食いつき、クーロンに赴いた後、電脳空間の最下層へと足を運んだ際にアグモン・ガブモンと出会い気に入り、心を通わせパートナーとなる。
ハッカーズではデジモンがハッカーに使われる姿を見て、デジモンとの共存を図るためにチーム「リベリオンズ」を結成する。実質暴走特急な在り様ながら独特の求心力を有しており、彼女を慕うメンバーもいる他、最終的にはザクソンや他のハッカーとの協力体制も取り付けたりもしている。
また、ハッカーズでは千歳が仮ではあるが参加していた。
のちにパートナーとなるアグモン・ガブモンとは、実は8年前にデジタルワールドへ訪れた際に出会っており、アグモンらもノキアのことを懐かしい匂いがする、と発言したりうっすら覚えていた模様。
パートナーデジモンはアグモン・ガブモン→ウォーグレイモン・メタルガルルモン→オメガモン。
オメガモンのジョグレス進化は専用のアニメが披露されるなど色々な意味で気合の入ったものだが、その現象にはジョグレス進化させた本人が一番驚いていた。
アグモン・ガブモン
ノキアのパートナーデジモン。詳細は#オメガモンを参照。
真田 アラタ（さなだ アラタ）
声 - 岸尾だいすけ、進藤尚美（幼少期）
タクミ / アミのチャット仲間の少年。HNは「ブルーボックス」。チャットにおけるアバターの外見はエクスカリバーに似ている。
飄々とした立ち振る舞いをするが、面倒見の良い兄貴分的な一面を見せる。知識欲や好奇心が強い。また、漫画好きな一面もある。かつては凄腕のハッカーだったらしいが、そのことを多く語ることはない。
元は伝説のハッカー集団「ジュード」のリーダー。しかし、腕試しで挑んだヴァルハラ・サーバーにて、デジモン・プログラムによる迎撃を受けたことでメンバーが自信喪失もしくは精神異常となったことでチームは解散することとなった（当時はデジモンの存在自体知らなかった）。
ハッカーズではかつて「ジュード」の仲間だった龍司・千歳・エリカが居り、上記のことから龍司とは顔を合わせる度に喧嘩になる（途中から龍司が怒り出す）。
謎のハッカーに興味を示すアッキーノに対し、仕方なさそうに同行を申し出てクーロンへと赴くことになる。作中、他のメンバーよりも早く記憶を取り戻すが、当時のトラウマが再発したことで、また元ジュードのメンバーや知人、無関係の人間までもが為す術無くイーターに喰われる場面に直面したことで、それらを振り切るように力を求めるようになり、末堂の元へと走る。そして、彼の提案に乗ってイーターと同化してしまう。当初は右腕だけがイーター化していた。ハッカーズでも右腕だけイーターと化していた状態で協力している。
8年前にイーターが襲来した際に恐怖に駆られて親友である勇吾を見捨てる選択をしたことがトラウマの原点であり、力を求めたのも二度と逃げないようにするためである。
色々なデジモンを食らったことでイーター・アダムとなり、タクミ / アミに敗北後、コネクトジャンプによるアラタの精神との邂逅を経てアラタは元の姿へと戻る。同時に過去に何が起きたのかをタクミ / アミに知らせることとなった。
パートナーデジモンはケラモン→クリサリモン →インフェルモン→ディアボロモン。かつて致命的敗北を刻んだヴァルハラ・サーバーの守護者・「ナイトモン」を撃破することで、インフェルモンがディアボロモンへと進化した。
ハッカーズでは、ディアボロモンの他にクワガーモン→オオクワモンとレッパモン→チィリンモンも使用する。
神代 悠子（かみしろ ゆうこ）
声 - 伊藤かな恵
EDEN症候群の原因を探るタクミ / アミの前に現れた物悲しい瞳をした少女。主人公より年下に見えるが、冷静で大人びている。カミシロ・エンタープライズ前社長の娘であり、亡き父の死の原因を探るため暮海探偵事務所を訪れる。
丁寧な口調で真面目な性格だが、マイペースかつ天然であり、内向的でかなり人見知りなコミュ障で、それゆえに感情表現が苦手。アドリブはほとんど上手く出来ない。
また、性格は上記だが本質的にはプライドが高いのか、初対面の人物にはよそよそしい礼節さを持って接するが、慣れた人に対してはほんのりと見下したり、独善的な言動を見せたりする部分がある。
上記のように感情表現が下手なのは父の死などの境遇が理由だが、仇のロードナイトモンによると、その境遇に無意識に酔っている節もある模様。
なお、ストーリーが進展して仲が良くなってくると毒舌やツンデレ要素が出てくるようになる（アラタ曰く「レベルが高すぎるツンデレ」）。
食べることが好きで、なおかつ細身の割には大食いであり、大の男でも嘔吐するほどのオムライスを軽々と食し、よく色々な料理店に興味を示したり、各店舗のランキングを掲載したサイトを運営したりしている。
実は後述するユーゴのオペレーター。全てを企み操っていたのがリエと融合したロードナイトモンだと知ってからは、恩義と復讐心の狭間で複雑な心境を抱えつつ対峙することになる。なお、この際リエの手引きでイーターと融合させられてしまう。最終的には、消えゆくロードナイトモンと悪態をつきながら別れることとなった。
勇吾が復活した復元後の世界では、若干ブラコン気味な様子を見せている他、なぜか父親と熱愛の果てに母親になりそうな様子のリエに困惑している模様。
パートナーはライズグレイモン→ガイオウモン。ライズグレイモンはユーゴの所有するムゲンドラモンと別にサブで用意していたデジモンであり、アバター「ユーゴ」との決別を経てガイオウモンへと進化した。
ハッカーズでは、ガイオウモンの他にライラモン→ロゼモンとワーガルルモン（黒）→バンチョーレオモンも使用する。
暮海 杏子（くれみ きょうこ）
声 - 坂本真綾
オカルト関連の造詣とこだわりが強い、中野ブロードウェイ内に居を構える「暮海探偵事務所」の女所長。基本的にはクールでドライな性格だが、時には人をからかったりもするほか、勿体ぶった喋り方もする。
とある事情により自身は電脳世界にアクセスできないため、タクミ / アミの身に起こった出来事を調査する代わりタクミ / アミ人公に自身の探偵業を手伝わせる。
自作のブレンドコーヒーの作成が趣味だが、材料の組み合わせがとんでもないために味は非常に悪く、倒れる人が出るほど（本人は変だとは思っていない）。
街中の信号や監視カメラをハッキングするなどハッカーとしての腕前も一流で、マイペースな主人公も恐れるほど仕事への姿勢も熱心である。時折、ハッカーや探偵だからという理由では説明できない情報網を有している様子を見せる。
実は過去に「イーター」に襲われたことにより精神データを喰われてしまっており、その身体にはアルファモンが宿っている。
全てが終わった後は本人の意思を取り戻した杏子としてタクミ / アミと再会。デジャヴを感じたのか、助手に誘っている。
また、イーター・アダムとなったアラタがタクミ/アミに敗れて、元に戻った後、アラタと殴り合いのケンカをしているときは「好きにやらせてやれ」と言うなどとケンカを止めようとはしなかった。
ユーゴ
声 - 村瀬歩
チーム「ザクソン」のリーダーで、少年ながらいくつもの逸話を持つ実力者。電脳空間に出没する「白い少年の幽霊」と噂されている。
チーム「ザクソン」のリーダーとして、デジモンを手に入れたばかりのハッカーをチームに勧誘し、EDENとハッカーの秩序を守るため活動している。
物腰は穏やかだが、EDENの秩序を乱す者にはアカウント破壊などの制裁も容易く行う冷徹な態度で臨む。また、話し始めると長くなる傾向があり、説教になると5時間にも及んだという証言もある。
その正体は悠子で、本来はEDENでは本人の外見でしか利用できないが、特殊な端末を使って外見を偽っている。しかし、その端末は記憶・人格を操作する機能を有しており、勇吾の仮想人格と一部改竄された記憶を植え付けられたユーゴは事実上リエの操り人形だった。最終的には、過去と決別する覚悟を決めた悠子に削除されそうになるが、AI化した仮想人格がそれを拒否。かつてと同様にユーゴに縋るように唆すが、強い意志を持って削除を実行される。
パートナーデジモンはムゲンドラモン。
神代 勇吾（かみしろ ゆうご）
声 - 村瀬歩
ユーゴの元になった少年で、「白い少年の幽霊」でもある。悠子の兄で、8年前に発生した最初のEDEN症候群患者で、今も眠り続けている。
8年前にデジタルワールドを訪れた際、襲来したイーターから妹たちを逃がすために囮となり、喰われてしまった。その結果、イーターは捕食者としての特性を獲得したことで、重要データとしてその意識はイーターの大元であるマザー・イーターの内部へと囚われることになった。
現在は、イーターの行動に干渉してその侵食速度を抑えている他、イーターを通じて下記の記憶を断片化して主人公たちへと送信し続けている。白い少年の幽霊とは彼のことであり、イーターに付随する形で視覚化されているのでその姿を見る＝イーターがすぐ近くにいるということになる。
終盤にて主人公らの尽力でイーターから救出され、続く最終決戦ではその力を抑え込む役割を担った。また、合間では妹や幼馴染との会話を戸惑いながら楽しむ様子を見せている。
復元後の世界では、イーターの影響がなくなったために昏睡状態から解放された。それでも8年間眠り続けていたため、現在は悠子らの手を借りてリハビリに励んでいる。
御島 エリカ（みしま エリカ）
声 - 小倉唯
『ハッカーズメモリー』のヒロイン。兄の龍司と仲間の千歳と共にネットカフェ・フーディエを経営しており、ハッカーチーム「フーディエ」に所属している。基本「エリカ」と呼ばれるが、千歳からのみ「お嬢」と呼ばれている。
性格は兄同様に表情少なめで無愛想かつ冷淡、さらに人見知りな引きこもりだが、心根は優しいためかフーディエメンバーとの仲も良好。ケイスケの加入後には心を開いたり感情を露わにするなどの変化もあった。
天才的なハッキング能力を持っているが、それは両親を亡くした交通事故による脳の後遺症によるものらしい。
交通事故による脳の後遺症は唯一無二の症状で不知の病であり、記憶を病院で半円型の機械にデータ保存して脳を空にするのが唯一の治療法である（機械と脳は繋がっているので記憶などは引き出せる）。後に龍司などの発言から実は命に限りがある状態であることが明らかになる。
イーターを弄ってビットを作り出し、アルカディモンの位置を捕捉するが倒れてしまい、ビットが暴走したことで取り込まれてしまう。取り込まれた後はケイスケとワームモンが記憶サーバーからリンクしたことで会話するも、ガラクタエリアからマザーに向かおうとするイーターによってEDENが侵食されたために接続が切れるも、力を利用してEDEN利用者を救った。
自身を取り込んだイーターとの戦いの最中、周りの思いとエリカとワームモンの願いが力となり、新たなデジモンでありEDENの記憶そのものであるフーディエモンへと姿を変え、ケイスケたちとEDENイーターと化したイーターとの戦いを助けたのち、世界の改変のために龍司と千歳を元の世界に戻し、自身の手を握ったために次元の狭間に来てしまったケイスケに本心を話し、皆を忘れたくないから、そして病気で迷惑をかけたくないから、という理由でフーディエモンとして生きることを選んだ。
ワームモン
声 - 石原夏織
デジタルワールドから迷い込んだ幼年期の芋虫型デジモン。助けてくれたエリカに懐き、パートナーとなる。
一人称が「アタチ」、語尾に「～しゅ」を付ける幼女のような喋り方で、臆病で間が抜けている。徐々にエリカの影響を受け、しゃべり方や性格が頼もしく変化してゆくものの、臆病さや間抜けさはそのままである。
EDENを侵食するイーターとの戦いの最中、周りの思いと自分とエリカの願いによって、新たなデジモン・フーディエモンとなる。
フーディエモン
イーターとの戦いの最中にエリカとワームモンが一つになることで生まれたイレギュラーなデジモン。
フーディエの蝶模様と人を足した姿をしたデジモンで、フーディエモンによるとEDENの記憶そのものでもあるとのこと。
イーターとのバトルやEDENイーターとのバトルを手助けしてくれる。
御島 龍司（みしま りゅうじ）
声 - 中村悠一
チーム「フーディエ」のリーダー。妹のエリカと仲間の千歳と共にネットカフェ・フーディエを経営している青年。
ちょっぴり強面気味かつ仏頂面であるために近づき難く見えるが、ストイックで正義感が強く面倒見が良い性格である。また、常にポーカーフェイスな仏頂面だが、妹のエリカや長い付き合いの千歳によると感情による表情の違いがあるらしい。
アカウントを奪われたケイスケをフーディエに招き入れ、アカウント探しの手伝いをする。一方、脳に疾患を抱えた妹のエリカの治療を援助してもらうため、不本意ながらカミシロのリエの依頼も引き受けている。
頼りがいのある人物に見えるが、実は精神的な脆さも抱えており、わだかまりの対象であるアラタとの再会をきっかけに、その脆さが次第に露呈して行く。
少しずつ様子が可笑しくなったことをケイスケや千歳に見抜かれ、探られるなかで千歳が自分を庇ってイーターに食われEDEN症候群となってしまう。そこから守れない悔しさ、自分から大切な人（親、エリカ、千歳）が消える絶望で心が壊れた結果、アルカディモンを目覚めさせてサイバードラモンを食わせ、アルカディモンと共にハッカー狩りをするようになってしまうが、真田とケイスケの尽力によってアルカディモンが倒され、我を取り戻し千歳との会話の後、目覚めたアルカディモンに食われ攫われてしまう。後にケイスケによりアルカディモンが倒され、サイバードラモンと共に救われたが、怪我をしていたために病院に運ばれる。ケイスケとワームモンにエリカがイーターに取り込まれたと聞くと無理を承知で立ち上がり、千歳とケイスケ、ワームモン、フェイ、伊達と共にエリカを助けに向かった。
見た目通りパワー型デジモンを使役し戦う。パートナーデジモンはサイバードラモンだが、アルカディモンに食わせてしまった。が、内部で龍司を守り、アルカディモンが倒されたあと龍司を抱えて降りてきていた。その後、龍司が覚悟を決めたことでジャスティモンへと進化した。
サイバードラモンの他にドルモン→ドルガモン→ドルグレモンとコアドラモン（緑）→グラウンドラモンも使用する。三体共にパワータイプである。
今井 千歳（いまい ちとせ）
声 - 小野友樹
チーム「フーディエ」のメンバーで、龍司の右腕のような存在でエリカとも親しい。
見た目はチャラい雰囲気だが人当たりがよく情報収集や交渉能力に長けており、さらにマルウェアにも長けていることからフーディエ含めてのサポート担当で、ネットカフェ・フーディエの切り盛り担当でもある。龍司によると「緩衝材の役割」が出来るらしく、テクニカルな戦いを得意とする。
美しい女性に目がなくナンパ術も取り揃えているが、成功率は低い模様。ナンパはするものの、受け付けの女の子に好意を抱いておりアピールしている。
主人公から龍司の様子が可笑しいと言われ、調べたところ大変なことがわかり、主人公と共に龍司を止めに行くが、そこで龍司を庇ってイーターに食われてEDEN症候群となってしまったが、主人公とエリカとワームモンによって目を覚まし、EDEN症候群から目覚めた唯一の患者となり病院を騒がせていた。
パートナーデジモンはアンキロモン。後に受け付けの女の子からエンジェモンを譲り受けてもう一体のパートナーとなり、主人公との戦いを経て千歳の思いに呼応し、ジョグレス進化でシャッコウモンへと進化した。他にユニモン→ピポグリフォモンとシャコモン→シードラモン→ホエーモンを使用する。なお、三体共にMP回復の特性持ちである。
乃木 優（のぎ ゆう）
声 - 三瓶由布子
紫のマッシュヘアで落ち着いた雰囲気をした中性的な外見の少年（ただし、作中では性別の明言は無かったりする）。一人称は「オレ」。
その外見からしばしばいじめに遭い、自信を無くしている。主人公は自身と対等で居てくれる頼れる親友である一方、同時に彼に頼られたいという思いも持っているがなかなか実現できず、複雑な感情を抱いている他、主人公への執着も見え隠れしている。
とある声にそそのかされ、心の闇を付け込まれた結果、操られてしまい、ある人物となって行動するようになる。
主人公にマタドゥルモンから救われて以降しばらく姿を見せなかったが、最終話でデモンズの仮面を着けた状態で色々なハッカーに協力を取り付けて現われ、龍司・千歳・フェイがしていたハッキングに協力した。イーター討伐後はエリカに変わり、フーディエのメンバーになっている。
メインのパートナーデジモンはゲコモン→ホエーモン→マリンエンジェモン、サブパートナーデジモンとしてウィザーモン→ファントモンとガジモン→ガルルモン（黒）→パンダモン。
K
フードマントを着用し仮面を被り、主人公の前に度々現れてはアカウント狩りをしていた人を教えてくる謎の人物。
実は仮面の下は主人公の顔、即ち本来のアカウントを持っている人物であり、なぜか主人公に成り代わろうとしている。
指を鳴らしてデジモンを出現させたり、EDENの空間をいじって檻を作成するなどハッカーとしての実力はハイレベル。
その正体は優であり、保坂を利用して主人公のアカウントを狩らせて利用していた。だが、実際は優自身の心の闇をマタドゥルモンに付け込まれて力があると誤認させされ利用されていた。仮面だったマタドゥルモンが本性を表したことで顔を剥がされるが、主人公によってマタドゥルモンが倒されたことで救われた。

### サブキャラクター
岸部 リエ（きしべ リエ）
声 - 久川綾
カミシロ・エンタープライズでEDENプロジェクトの事業推進を統括する執行役員の女性。緩く間延びした甘ったるい喋り方をするが、どんな人の意見も取り入れるといったような懐の深さを見せる。しかし、自分の決定したことには絶対の自信を持ち相手の意見を聞くことはほとんどない。
また、性格は物腰は柔らかくおおらかに見えるが、ロードナイトモンが影響されたのを見るに残虐性と恍惚感、他者を踏みにじることに快楽を持ったり、殺意衝動のような野心も持ち合わせていた模様。
カミシロのCEOに就任したことで「パラダイス・ロスト計画」を実行に移す。そのためにはあらゆる手段を使い、どんな犠牲をもいとわない策略家である。
実は杏子同様イーターに精神データを喰われてしまっており、その身体にはロードナイトモンが宿っている。
復元後の世界では何があったか不明ながら、なぜか結婚せんばかりの勢いで神代悟瑠と熱愛中となっている。
末堂 アケミ（すえどう アケミ）
声 - 家中宏
カミシロ・エンタープライズの主任研究員。名前だけだと女性のようだが、不気味な風貌（本人に自覚は無い）の男性。デジタルシフトやイーターについて主人公たちに様々な情報を提供し、エリカにEDEN症候群の文献を渡している。
あらゆる要素のお陰で非常にマッドサイエンティストにしか見えない状態を発揮しているが、実際は世界から悲しみをなくしたいと願う善人寄りの人間。ただし、価値観は若干ずれている。
実はリエと杏子がEDEN症候群となった元凶。野心家のリエが自分の理解者である神代悟瑠を失脚させるために嘘のリーク情報を杏子に流そうとしていたため、彼からイーターをけしかけられることとなった。
悲しみの根源を「達成できない高みの存在」と定義しているようで、人間全てを高みを超える奇跡を引き起こせる存在へと進化させることで目的を達成しようと目論む。怪事件の調査中に研究と称して主人公たちの前に現れて以降、イーターやデジモンの存在を進化への可能性として興味を示しており、アラタに同化を唆したりしている。
イーターをハッキングして疑似同化しており、諸々の情報ソースとして利用している。最終的にはイグドラシルと同化したイーターの核となっている勇吾となり替わり、その意志を完全に掌握。イグドラシルの演算能力とイーターの次元干渉能力を以て悲しみのない新世界の創造をなさんとするも、存在の改変を拒んだ主人公たちに敗れて断念。
敗北後は恨み言も吐かずそのまま大人しく消滅するつもりだったが、崩壊しかけているにもかかわらず自分を救いに来た主人公に驚愕。デジタルワールドの神であるイグドラシルでさえ想定しえない行動を示した主人公を見て、「神は賽を振らない」と思い至り、新たなる理論の発見に歓喜する。そして、その証明に必要な主人公をイーターの外へ送り返し、邪魔となるイーターを自分ごとイグドラシルに初期化させることで、全ての事態を収束させた。そのため、復元後の世界では彼は生まれてさえいなかったことになった。
上記のように、作中で起こる主要な事態に大なり小なり能動的に関与しているが、その根源は善意であるためか彼に対して嫌悪するものはいなかった。
又吉 五郎（またよし ごろう）
声 - 池田勝
警視庁電脳捜査課に所属する初老のベテラン警部の男性。二年後に退職を控えている模様。非常に勘が鋭く刑事としての腕前は一流である。真実を暴くことには手段を問わないため、サイバー知識が無いにもかかわらず電脳捜査課に左遷された。
年齢からか貫禄と余裕のある人物で、どんな局面でも焦ることはあまりなくどっしりと構えているが、その一方で人一倍の執念深さを併せ持つ。
杏子とは幼少期からの仲であり、頻繁に足を運び助言を受けている。また、杏子の力を頻繁に借りているため、実績はいい。伊達のことは柄が悪く短気な部分に呆れつつも、かつての自分を重ねて「いい警察官になる」と語っている。ちなみに昔の又吉は本人によると周りを見ないで突っ走ってばかりだった、とのこと。
ハッカーズではフーディエに時折顔を出している。かつて龍司らを助けたようで「又吉サン」と呼ばれている。龍司やエリカを気にかけている。東京にデジタルシフトが発生し龍司や千歳が救われた後、主人公たちを中野地下通路のログインブースに行かせるため、伊達の連絡を得て警察官たちと人騒動を起こしてブースに居た人数を減らした。
ハッカーズでは、メインのパートナーデジモンはバードラモン→ガルダモン、サブパートナーデジモンとしてスターモン→スーパースターモンとタンクモン→ナイトモン。
伊達 真希子（だて まきこ）
声 - 浅野真澄
元ヤンキーの女性巡查（本人は刑事と言い張っている）。交通課から電脳犯罪搜查課に異動したが、又吉同様にサイバー関係の知識は乏しい。
ヤンキーという経歴から柄が悪く短気で、相手が民間人であろうと見境なく「逮捕すんぞ」と口走り、頭に血が上れば他人どころか上司に対してすらも殴りかかろうとするが、又吉にだけは頭が上がらない。
なお、女性らしく可愛らしい動物に眼がなく、グロテスクな外見のものが苦手である。
ハッカーズでも色々相変わらずだが、後半で龍司に恋心を抱いている部分がチラホラ現れている。
ハッカーズでは途中からパートナーデジモンとしてロップモン→アンティラモンがいる。
アンティラモンの他にルナモン→クレシェモンとテリアモン→ラピッドモンも使用する。
ロップモン / アンティラモン
ハッカーズで登場。伊達に救われたデジモン。誰も助けてくれなかったところを伊達に救われて以降、恩返しをしようとしていた。そして怪人デジ面相事件で協力者として登場し、怪人デジ面相と退治する中で伊達の心に呼応し、アンティラモンへ進化した。
フェイ
声  - 劉セイラ
最大のハッカーチーム「ザクソン」の幹部のツインお団子ヘアの女性。本名は「フェイ・ウォン・巴・イグナシオ」。日本人と中国系ブラジル人のクォーター。
一人称が「わっち」であるなど若干おかしな京都弁を使う。性格は基本的には冷静だが、ユーゴには絶望から救ってもらった恩義から崇拝に近い忠誠心を抱いているため、ユーゴに関することのみ非常に好戦的となる。後にユーゴの正体も知っており、その上で恋愛感情らしきものを抱いているのが判明する。
ノキアに対して何故か敵愾心を剥き出しにしており、当初は圧倒的戦力を見せつけるもノキアのパートナーがオメガモンとなったことで敗北することになる。その後はリエによって囚われた悠子を救出するための協力を申し出てくる。
ハッカーズではエリカと共に龍司と対峙していた際に龍司の言葉を聞いて後先考えずに戦いを挑み、アルカディモンを進化させた上に敗北してしまったものの、タイガーヴェスパモンにエリカを守らせていた。ネットカフェ・フーディエが破壊されたことで怪我を負い入院していたが復帰し、主人公たちから事情を聞き、EDENを守るために中野地下通路の存在を明らかにし、ログインのためにハッキングも手伝った。
メインのパートナーデジモンはタイガーヴェスパモン、サブパートナーデジモンとしてホウオウモンとサクヤモン。
タイガーヴェスパモン
声 - 金香里
人型で細身の蜂のような姿のフェイのパートナーデジモン。究極体。
絶望の淵にあったフェイにあてがわれたデジモンで、タイガーヴェスパモン自体もフェイの存在によって救われたこともあって（フェイはただのプログラムだと思っていた）彼女のことをとても大切に思っている。
イーター・イヴと化し心を閉ざしてしまった悠子を救うコネクトジャンプの際に、主人公に協力する。
ジミィKEN
声 - 根本幸多
ハッカーチーム『ザクソン』の幹部でありチーム「デモンズ」リーダーのパンクな男性。「ジミケン」の通称で呼ばれる。本名は「田中 まさお（たなか まさお）」。
性格は特徴的な喋り方をするナルシストかつ短慮で粗暴なチンピラ。ファンのことを「藁人形」と呼ぶ。口癖は「伝わる？このフィーリング」。
物事を「ロック」であるかそうでないかで判断する。そのエキセントリックぶりから、ノキアやケイスケのように歌の方は評しつつも苦手意識を抱いている者もいる。
序盤から中盤にかけて数度対峙することになる。リエに唆され、PVにサブリミナルを仕込んでヘビーユーザーを洗脳するが、本人はあくまで自分の歌を広めたいだけで悪意は皆無である。そのためか、下記のクエストクリア後に主人公からも「悪いやつじゃない」と思われている。
洗脳事件からしばらく登場しなくなり、終盤ようやく再登場した時は精神的に萎びた状態になっており、（自分で言ったこともあって）「すでに役割を終えた過去の一発屋ロッカー」などと呼ばれる羽目になる。
ちなみにその状態でハッカーズでも依頼を出しており、ハッカーズの主人公は内心で「気持ち悪い、とにかく気持ち悪い」と思っていたが、ファンたちのお陰で明るさを取り戻している。
パートナーデジモンはデビモン・メラモン→デスメラモン・ブルーメラモン→ボルトモン。
御神楽 ミレイ（みかぐら ミレイ）
声 - 沢城みゆき
デジモンワールド リ:デジタイズに引き続き登場。
デジタルモンスターを管理するデジラボを運営する眼鏡をかけた女性。
中野ブロードウェイ内で相談屋を営んでいる。とある事故で本来の肉体を失い、様々な電脳世界を渡り歩いている。暮海杏子とは旧知の仲。
平行世界に対して造詣が深く、そういった事態に関しては彼女の力を借りることになる。また、何らかの形で運命を把握している様子。
後述するサヨ関連のDLCでは、彼女のサポートをするついでに「究極のデジモン」を生み出すために裏で計画を進めるマッドな一面も見せる。しかし、運命すら捻じ曲げて究極のデジモンを屠った主人公に興味を示し、新たにロックオンすることになる。
四ノ宮 リナ（しのみや リナ）
声 - 戸松遥
デジモンワールド リ:デジタイズからのゲスト出演。非常にハイテンションで騒がしく、熱くなりやすい性格の少女。また、難しい話をしようとすると寝てしまったり、難しい話についていけない（ノキアよりも）上に人の話を聞かないマイペースでもある。
後述する事情でアルフォースブイドラモンの力を求めて次元転移してきた主人公と遭遇、ミレイの仲介で力を貸す代わりに復活したバルバモンの討伐を依頼する。
ブイブイがアルフォースブイドラモンの力を取り戻し、次元を超えて旅立とうとする彼と一時の別れとなるはずが勝手に同行してしまい、主人公同様の半電脳体と化す羽目になった。なお、本来の肉体は元の世界に置き去りになっているらしい。
その後はブイブイとなんだかんだで巻き込んだスレイプモンと一緒にあちこちを巡っている。全てが終わった後の去就は不明。
ハッカーズではブイブイとスレイプモンと共に登場し、依頼してくるがスレイプモンに食べさせるために行動したとはいえ食べ物屋で台の上に乗って暴れるなど相変わらずハイテンションで騒がしいというかヤバイ。
ブイブイ
声 - 日比愛子
デジモンワールド リ:デジタイズからのゲスト出演。声が入るのは初となる。
リナのパートナー。本来はアルフォースブイドラモンなのだが、復活したバルバモンに力を奪われブイモンにまで退化してしまった。
バルバモンを倒したことにより力を取り戻した後は、「こちら側」のアルフォースブイドラモンに代わって主人公に協力することになる（リナもついてきてしまったが）。
ハッカーズではアルフォースブイドラモンの姿でリナと共に登場、相変わらずツッコミ役で振り回されまくっている。
サヨ
声 - 前田愛
デジモンストーリー サンバースト&ムーンライトからのゲスト出演。一連のDLC（無料）を適用することで登場する。
ツンデレ女子で突如消滅してしまったディアナモンの謎を追って、ミレイの導きで本作品の世界を訪れる。
役割を負った主人公の実力を訝しみつつも、ところどころで素直じゃない様子を見せる。事件解決後は元の世界へと帰っていった。

### ロイヤルナイツ
オメガモン
声 - 坂本千夏 / 山口眞弓
ノキアのパートナーであり、ロイヤルナイツの一員。とある重要な使命を帯びてアグモン（声 - 坂本千夏）とガブモン（声 - 山口眞弓）の姿でEDENに現れた。
これは、超究極体のままでは次元の隙間を通り抜けられないため、データ容量を落とす必要があったため。ただし、その影響で使命が何だったのか忘れてしまった。
ノキアと絆を育み、ウォーグレイモン・メタルガルルモンへと進化できたことにより、オメガモンへとジョグレス進化を果たして記憶を取り戻した。
ただし現実世界ではエネルギーの消耗が激しいため、時折アグモン・ガブモンの姿に戻っている。この際は記憶こそ失わないものの、精神は成長期レベルまで退行してしまう。
なぜかオメガモンの姿のまま現実世界で作戦会議に参加したことがある（しかも場所が場所であるため座り込む羽目になっている）。
当初は人間を滅ぼすべきかはわからないとする穏健派だったが、ノキアと接したことで人間は滅するべきではないと判断し、強硬派のドゥフトモンらとぶつかり合うこととなる。
アグモンとガブモンは8年前にノキアと会ったことがあり、揃って忘れてしまっていたが懐かしい感覚を感じていた。
デュークモン
声 - 織田優成
ロイヤルナイツの一員。オメガモン同様の穏健派だが、人間に全面の信頼を置いているわけではない。
アラタがイーターと同化した際はその存在を危険と判断して抹消を試みるも、主人公に阻まれて失敗。後に隙を突かれて逆に捕食されてしまう。
アラタが元に戻った際に一緒に解放されるが、そのダメージは深刻だったようで最終決戦時は現実世界の防衛に就いた。
マグナモン
声 - 高塚正也
ロイヤルナイツの一員。人間が悪なのかどうかわからない中立派。性格は非常に生真面目。幼年期デジモンたちと仲が良く、次元の穴が開いた際に一緒に飛ばされてしまった彼らを心配している。
渋谷デジタルシフトの最奥部にて人間を信じるべきか悩んでいたが、主人公を追って現れたノキアに幼年期デジモンたちを探しにもいかなかったことを叱責される。さらに、彼女がそのデジモンたちを保護してくれていたことで人間を信じることを決意、人間が悪でイグドラシルの意思に反しようが彼らを守るために戦うことを誓う。
アルフォースブイドラモン
声 - 日比愛子
ロイヤルナイツの一員。オメガモンの話から、確実に穏健派である模様。
空を自由に駆け回るスレイプモンに対抗するためにその力を求められるが、デジタルワールドから現実世界に移動する途中で次元の穴が閉じてしまったらしく次元の狭間に消えてしまった。そのため代わりのアルフォースブイドラモンを探すため、主人公は「リ・デジタイズ」の世界へ飛ぶこととなる。
次元の狭間に消えたアルフォースブイドラモンがその後どうなったかは不明。
ガンクゥモン
声 - 稲田徹
ロイヤルナイツの一員。人間のことは特に考えてない中立派。敵にも味方にもならず、ずっと上野にいる。
ハックモンに不足しているものを理解しており、それを見極めさせるために主人公とともにバンチョーレオモンを倒すように命じる。
ハックモンがジエスモンへと進化した後は、今度は自分がバンチョーレオモンとの戦いに挑んでいる。
ジエスモン
声 - 江森浩子
ロイヤルナイツの一員。当初はロイヤルナイツではなく、成長期のハックモンだった。
能力だけでいえばロイヤルナイツになれるだけの器だったが、やや自信過剰のきらいがあり当初は人間と手を組むことに対しても苦言を呈していた。
師であるガンクゥモンからは、『ロイヤルナイツに必要なのは「誰かを守りたい意志」であり、その意思を持って戦い抜いたものこそが誰ともなくロイヤルナイツと呼ばれるのである』と教わっていたものの、その意味が理解できずにいた。
ガンクゥモンに命じられて渋々人間である主人公に同行する。強大な力を見せるバンチョーレオモンを相手に一度は折れかけるも自分を守ろうとする主人公の背中を見たことで発奮。ジエスモンへと進化することに成功し、その恩もあって彼に協力することを誓う。
ロードナイトモン
声 - 久川綾
リエの正体であるロイヤルナイツの一員。人類を滅ぼすのには下記のこともあり積極派。
膨大な電脳エネルギーの流れ「デジタルウェイブ」を制御して次元の穴を穿ってデジタルワールドと接続し、現実世界に他のロイヤルナイツが実体化できるようにすることを目的に行動している。このために先遣隊として現実世界にやって来たが、次元の穴を通る際に幼年期まで成長段階を落としたため、リエの身体に宿っている。
長きに渡ってリエの身体に宿った影響で精神に影響を受けており、特にリエの持つ残虐性と恍惚感を引き継ぎ、他者を踏みにじることに快楽を覚えるようになってしまっている。
悠子の父親を殺したのも彼女である。当初はそのつもりはなかったようだが、リエの殺意を伴った野心に引きずられてしまったらしい。人間の悪意をその身で体感したためか、その脅威に警戒心を持っていて人間を滅ぼすことにとりわけ積極的である。最後は、自分と同じく人間に憑依したのに悪意に引きずられなかったアルファモンと自分は一体何が違ったのかを疑問に思いつつ、リエの口調で悠子に悪態をつきながら消滅した。
ドゥフトモン
声 - 若本規夫
ロイヤルナイツの一員。人類を殲滅すべしという強硬派のリーダーともいえる存在。同志はクレニアムモン・デュナスモン・ロードナイトモン。
エグザモンを制御するために使用したエネルギーラインに自身を接続して一気に人間を殲滅しようと目論む。しかし、ノキアが統率したハッカー集団による干渉で逆にエネルギーを奪われてしまう。さらに、アルファモンにイグドラシルの意思に齟齬があることを指摘されるも聞き入れず、戦いを挑んで敗北。人間もデジモンさえも滅びることがイグドラシルの意思だと悟って笑いながら消滅した。
デュナスモン
声 - 服巻浩司
ロイヤルナイツの一員。強硬派で人間の善悪がどうなのかは一切問題とせず、あくまでイグドラシルの意思を遂行するものとしてドゥフトモンに協力する。
敗北した後も、己の信念に準じたことに満足しつつ笑いながら消滅していった。
スレイプモン
声 - 平井啓二
ロイヤルナイツの一員。人間に良い感情は持っていないが、強硬派ほど極端ではない中立派。
ロイヤルナイツ随一のスピードを誇り、初戦では勝負にならない。
アルフォースブイドラモン（ブイブイ）の力を借りた主人公に敗北後、リナに押し切られる形で様々な場所を一緒に飛び回り、人間への見識を深めることとなる（実際はリナの食べ歩きに巻き込まれる羽目になっている）。最終的には主人公に協力する。
ハッカーズでは何だかんだでリナに巻き込まれ、リナとブイブイと共に居る状態で登場。何だかんだでノリやすいらしく、次第に少しずつリナの調子にノッていくようになる。
クレニアムモン
声 - 堀之紀
ロイヤルナイツの一員。人類を殲滅すべしという強硬派。
エグザモンにエネルギーを供給する中核を守護しており、エグザモンの弱体化を狙った主人公と対決する。
敗北時、ドゥフトモンやロードナイトモンほど人間を憎み切れなかった迷いが敗因につながったと感じつつ消滅する。
エグザモン
声 - 半田裕典
ロイヤルナイツの一員。とてつもない巨体を誇るが、イーターに侵食されてしまっており暴走状態にある。
圧倒的な戦闘能力を有するが活動させるには膨大なエネルギーを必要としているが、ロードナイトモンはイーターと同化していることを利用してエネルギー供給と制御を同時に行っている。
アルファモン
声 - 坂本真綾
杏子の正体である13番目のロイヤルナイツ。イグドラシルの意向で幼年期レベルまで進化段階を落とし、EDEN症候群にかかった杏子の体に宿っていた。
当初はロイヤルナイツとの戦いは静観していたが、本来の杏子の意志と呼応し続けた結果イグドラシルの意志は人類の絶滅ではないと判断し、真の姿を現し救援に駆けつける。
その後は人間の姿とデジモンの姿を使い分けてタクミ / アミをサポートする。
長きに渡って杏子の身体に宿っていたためかその精神の影響を少なからず受けているが、ロードナイトモンのように大きな影響は受けていない様子。
杏子のコーヒーの味が異様なのは杏子ではなく、アルファモンの嗜好らしい（最終的にこの変わった嗜好にタクミ / アミも毒されてしまう）。
また、似たような存在であるミレイとは長い付き合いらしい。
全てが終わった後は、霧散したデータと化したタクミ / アミを救うために現れ、助けている。

### その他のキャラクター
武井 リョウタ（たけい リョウタ）
声 - 岡本寛志
主人公の同級生。サクラに恋愛感情を抱いており、それに関する様々な理由で主人公と探偵事務所に相談を持ち掛けてくる。
藤咲 サクラ（ふじさき サクラ）
声 - 庄司宇芽香
主人公の同級生。ジミケンの熱心なファンだがどこか虚ろな表情をしている。
虚ろだったのはジミケンの洗脳の影響だったことが判明、解決後は元の性格に戻っている。後に、リョウタの告白を受け入れて恋人同士となった。
山科 チカ（やましな チカ）
声 - 大空直美
一時期悠子が化けていた山科の実の娘。
父のEDENのアカウント乗っ取りなどを知った際、何かを知っているような動揺っぷりをみせた。
のちに錯乱した父を助けて欲しいと探偵事務所に現れた。
山科 誠（やましな まこと）
声 - 不明
チカの父親。かつてカミシロに吸収されたナイルコープ社に勤務してEDENを作る手伝いをしていた。
かつて子供5人が被害にあい、うち1人の子供（神代勇吾）が（イーターにより）EDEN症候群になったこと、会社がそれを無かったことにしたことなどが重なって会社への不信感と自責の念から精神を病み、末堂アケミの計らいでその時の記憶を封じてもらい一時の安らぎをもらっていた（本人はなぜか記憶を奪われたという認識をしていた）。
その記憶が主人公や悠子らと関わったからか微かに思い出し始めてしまい錯乱していたが、主人公と悠子の計らいで1度記憶を取り戻し、全てを話した後にまた記憶を封じてもらった。
なお、被害にあった五人の子供というのは主人公、真田アラタ、白峰ノキア、神代悠子、神代勇吾である。
K-カフェのマスター
中野ブロードウェイ4階の喫茶店のマスターを務める眼鏡の男性。
気が弱いところがあり、唯一のアルバイト店員のサッちゃんに頭が上がらない。美人な人が好きで、杏子が好きらしい。
田和 玲子（たわ れいこ）
声 - 竹達彩奈
タワーレコードの女性店員。音楽をこよなく愛する。そのためか非常に音痴な音楽を流し続けたエテモンに対しても高評価を見せるなど、懐の広さを見せ付けている。
エテモン
声 - 増谷康紀
オネエ口調の猿の着ぐるみデジモン。タワーレコードでとある事件を起こしていたが、それを機に玲子と仲良くなる。
保坂 アキラ（ほさか アキラ）
アカウント狩りをしているハッカーで、ハッカーズの主人公のアカウントを狩った犯人。
アカウントを狩り、集めたり使用するのを趣味とし、要らなくなったアカウントを売って金を稼いでもいた。主人公に倒されるが、既にアカウントを売ったと話た直後、優によってアカウントを破壊された。
実はK（優）に利用されているだけだった。
水嶋 ヨシト（みずしま ヨシト）
杖をついている老人男性で、通称「水島老人」。入れ歯が外れかけており、朝の4時から中野BDに居て様々な音を立てていたことで都市伝説となってしまっていた。
多少記憶が曖昧になっている部分はあるが、ミー子（ピート）のことを覚えており、探すように依頼してくる。
実は既に亡くなっており、人ならざるものになっていたが、記憶を取り戻したミー子（ピート）と共にどこかへ行ってしまった。
生前は中野BDのコンピュータールームで働いており、職場に着いてきたミー子に好きなアイドルの話をしたりして寂しさを紛らわせながら生活していた。
彼が都市伝説になっていたのは、彼が上記のように既に亡くなっていて幽霊であり、主人公とオカルト部員以外の他の人には音だけがしており姿が見えないからである。
なお、ミー子と呼んでいる猫が雄だと気づいていたのかは不明である。
ピート / ワニャモン / ミー子
物語中盤に現れるデジモン。一人称は僕で、活発だが猫っぽい性格をしている。
ある事情で中野ブロードウェイにスリープ状態で潜んでいたが、ブロードウェイ内で発生した事件でその存在が発覚・覚醒したことで探偵事務所の協力者となる。
中核たるプログラムはブロードウェイ内部に埋め立てられた真空管式コンピュータルームに存在しており、偶然接続されたイントラネットに乗って事務所にアクセスしている。
その正体は、コンピュータルームが埋め立てられるよりも前にその技術主任だった水嶋老人が飼っていた、気付かれずにコンピュータルームごと埋め立てられ生き埋めとなって死亡してしまった猫「ミー子」。実は性別は雄。
亡くなった後、魂がデータとして真空管式コンピュータへと入り込み、その影響かほとんどの記憶を失い、何らかを経てワニャモンとなってスリープしていた。
最終的に、ミー子を探してブロードウェイに入り込んでいた水島老人にその存在を察知されたためか記憶が復元し始め、思い出すことを恐れてイントラネット奥に隠れてしまう。しかし、タクミ / アミに発見されて本来の名を突き付けられたことで全てを思い出し、水嶋ヨシトこと水嶋老人と再会し、既に亡くなっていた水島老人と幸せそうにどこかへ去っていった。2人でいずこかで永久に暮らしていくようである。
彼を探す際、水嶋老人が自分をミー子と呼ぶが、実は雄であるという情報が見れる。ちなみに、水嶋老人がミー子が雄だと気づいていたのかは謎である。
バンチョーレオモン
声 - 山本圭一郎
ガンクゥモンと旧知の仲で、ハックモンの修行のために相手を頼まれていた。
対戦時は、HPを半分まで削ると言葉通り一撃必殺（即死ではない）の破壊力を誇る「フラッシュバンチョーパンチ」を連打してくる。
バルバモン
声 - 佐藤正治
デジモンワールド リ:デジタイズからのゲスト出演。
「リ・デジタイズ」の世界では既に倒された後であったが復活し、ブイブイの持つアルフォースブイドラモンの力を奪った。
後に彼の力を必要とする主人公に追い詰められ、さらに相変わらずの自由さを見せるリナに振り回された挙句（ついでに蹴り飛ばされている）力を取り戻したブイブイに止めを刺され、あんまりな扱いを嘆きつつ消滅した。
マタドゥルモン
声 - 千葉繁
人の心の弱みにつけ込み、その意志や行動、姿までも意のままに変化させ操る下劣で残忍なデジモン。
仮面に姿を変えることもできる他、見た目や声を変えることも可能な力を持つ。
作中では優をそそのかし、Kにした犯人。ハッカーズの主人公によって倒された。
アルカディモン
EDENのアヴァロン・サーバで菱形の入れ物に封じられていたデジモン。
龍司の心の闇に触れて封印から目覚め、龍司から捧げられたサイバードラモンを食してパートナーとなり、ハッカー狩りをしながらデジモンを食らって力を貯めながら龍司の闇に呼応して進化していた。龍司がフェイ・エリカと対峙しフェイが頭に血が上ってしまい戦う中で龍司の闇と怒りが増したことでさらに進化し、龍司を肩に乗せて飛び去る。その後、ハッカーズの主人公に倒されるも逃げ、2度目の戦いでさらに進化するも倒されるが、目を覚まして龍司を吸収し飛び去った。超究極体に進化し水中で力を蓄えていたが、エリカの作り出したビットに位置を捕捉され、最初は0と1に分解する必殺技で主人公を押すもエリカのビットにより弱体化し、ようやく主人公に倒された。
究極のデジモン
一連のDLCの最後に登場する。
ミレイが七大魔王の体の一部「罪の証」を用いて生み出した、すさまじいエネルギーを内包したデジモン。通常のものよりもかなり大きい。
その肩書に見合わない外見であるが、HPが多くても3000台の本作品で10000という文字通り桁違いの一撃（全体攻撃）を放ってくる。あまり積極的に攻撃してこないのが救い。

### イーター
サイバースルゥース、ソウルハッカーズ共に共通する敵でもある存在。
その本当の正体はイグドラシルでも探知できないほどの高次元存在で「デジタルワールドの」といった枕詞無しの神と呼べる存在の触覚。元の姿は光る物体。
元々は人間界とデジタルワールドは一種のパラレルワールドでその狭間を漂っていただけの"そこに在って観察するだけ"の無害な存在だったが、ありとあらゆる偶然を経て今の形態へと変貌、8年前にある少年を吸収して食性が変化した結果、人間やデジモンを好んで捕食する存在へと変化したのが作中での姿。
イーター
デジタルなオウムガイと言った見た目の謎の存在。
爆発的な増殖力、現れた周り（雷門内部など）をデジタルシフトさせる力、データを食らう力、加えて一定量を食らうことで姿を進化させる能力がある。また、記憶サーバーなどを食らうなどで人間の影響を受ける場合もある。
データを吸収する性質をもつため、デジタルウェイブのような高密度のデータの奔流に惹かれる性質を持つ。よってそれらを制御する技術があれば、ある程度の誘導が可能。
末堂によると、イーターに「個性」は存在せず、「種全体=一個の生命体」であり（類似する種族:ELS、フェストゥムなど）、吸収したデータは瞬時に他のイーターと共有し、彼らには「時間」の概念は存在せず（精々『いつ何を喰ったか』を記録する程度）、また吸収されたデータはバグ化し、如何なる方法を用いても修復は出来ない。また、バグ化したデータはイーターと同じデータへと変質する。
8年前のある事件によりデジタルワールドにも侵攻するようになった。その力は今ではロイヤルナイツを含めた、イグドラシルの勢力をも壊滅にまで追い込んでいるほど。
末堂によると、デジモンはイーターを天敵としながらも耐性があるらしい。
ロイヤルナイツたちによると「人間の原罪」といわれているが…。
使う技は『イロードデバイス』と『スピリットクラッシュ』。
イーター（人型）
人間のデータを食らったことで人間風味の姿になったイーター。
イーター第2形態とも呼ばれている。使う技は『メルトプロセッサー』。
イーター・イヴ
リエの手によって悠子がイーターと融合させられた姿。
全体的に蜘蛛のような形状の胴体に目隠しとボールギャグをつけ両手足を縛られた悠子が剥き出しで配置された異様な姿をしている。
タクミ / アミの手で停止させられ、コネクトジャンプによって悠子が救出されたことにより完全消滅した。
ツノからエネルギーを放射する『マスターマインドポート』と光る鎌で切り裂く『メモリーディバイド』という技を持つ。
イーター・アダム
アラタがデュークモンを始めとする様々なデジモンを喰らった結果変貌した姿。
イーター第2形態よりもさらに「ヒト」の意匠が見られた姿となっている。
また、変貌したことにより徐々にアラタとしての精神は失われ狂っていくことになる。
マザー・イーター
イーターの研究をしている末堂アケミによって、存在を語られたイーター。
全てのイーターを統括する存在であり、喰らったデータを貯蔵するサーバーとしての役割を兼ねているらしい。
上記の性質により、この個体が撃破されれば今の食性がリセットされ、理論上では『8年間で起きたイーター絡みの全ての事象が無かった扱いにされる』と推測されている。
なお、名称にマザーが付いているが、その外観は『巨人の首からさらに、単眼の巨人の上半身が生えている』と、母性の要素は全く感じさせない姿ではある。
イーター・ビット
ハッカーズメモリーでエリカがイーターを利用して作成したある意味、新型のイーター。
第一形態のコアだけの、丸くシンプルな形体をしている。
イーターや隠れたデジモンなどを補足する力がある一方、使用者が倒れると取り込まれるという諸刃の剣。
イーター・レギオン
上記のイータービットが暴走し、自分達を改造・使役したエリカを取り込んで誕生した。
形状は無数のイータービットの塊が、取り込んだ人間頭部を覆っているというおぞましいものである。
イーターEDEN
ハッカーズメモリーのラストダンジョンにしてラスボス。
コアに相当する部位は巨大な脳髄そのものという姿をしている。
名称からも分かる通り、電脳空間EDEN（厳密にはEDENに存在する、エリカの記憶サーバー）と一体化した存在。
敵として戦うのはイーターEDENのコアに相当する部位＝記憶サーバーである。

## 作中用語
デジタルモンスター（デジモン）
ハッカーたちが利用する特殊なウイルスプログラムの総称。あらゆる情報を吸収し、環境に応じて多種多様に進化する能力を持つ。本来は「デジタルワールド」と呼ばれる世界から来た電子生命体であり、人間界のデジタル空間では活動が制限されるため、人間と共生関係にある。
作中では、前述のようにあくまでハッカーが使用するハッキングプログラムという認識がほとんど。そのため、デジモンを操る人間は大部分がテイマーなどではなくハッカーと呼ばれる。
終盤、関東一帯のデジタルシフトと次元の穴の開放により揃って実体化。混乱するもの・暴れるもの・気にしないもの・就職するものなど、かなり混沌とした状態となった。
世界が復元した後は「デジモンが最初からいなかった世界」となったが、どういうわけか作中で発売された育成ゲームにアグモンなどがそっくり登場している（意思の有無は不明）。
コネクトジャンプ
半電脳体と化した主人公が獲得した能力。電脳空間に肉体ごと突入することができ、ネットワークであればその先の空間に物理的に転移することも可能。
その応用範囲は広く、対象がある程度干渉可能なデータ領域であれば、たとえ精神だろうがレーザー状であろうが接続可能。
DLCにおけるミレイのセリフから、その実態は膨大な情報の塊たるアカシックレコードに接続・編集する能力であるらしい。
電脳空間EDEN
カミシロ・エンタープライズが運営する商用最大手ネットスペース。画面上でのやりとりではなく、バーチャルリアリティーでWebの情報を感覚的に体感することができる。現実世界にある「EDENスポット」から「デジヴァイス」を接続することでアクセスできる。
性質上、メインとなるアバターは本人の外見がそのまま使われる。描写を見る限り、サイト間の移動は空を飛ぶように移動する模様。
精神への親和性が非常に高いようで、ここでの被害はリアルボディへも多大な影響を及ぼす。逆に、仮にユーザーがEDENを深く現実世界だと思い込んでしまった場合、端末から元の肉体が切り離されたとしても精神面に影響はない。
EDEN症候群
電脳空間EDENのヘビーユーザーが発症するとされる謎の奇病。発症すると昏睡状態となり、現在のところ治療法は発見されていない。
その実態は、イーターに精神データを捕食されたことによるもの。本来ならばまず回復することはないようだが、イーター内部に取り込まれていた勇吾が精神データを安全な領域に隔離していたことで復帰する見込みが保たれた。
復元後の世界でも発生した事実は消滅しなかったものの、復元から1週間でほぼ全員復活したとのこと。
デジタルシフト
現実空間がデジタル化する現象。デジモンが実体化できるようになる。杏子は伝承になぞらえて「マヨヒガ」と呼んでいる。また、龍脈などのパワースポットにも関連付けられている。
デジタル情報の流れ「デジタルウェイブ」が収束するポイントで発生しやすいとのこと。そのためか、本作品以前にも極小規模なデジタルシフトが発生してはいた模様（ピートの件など）。
中盤、次元の穴の開放と莫大なデジタルウェイブの放出により、関東一帯がデジタル化してしまい、デジモンが闊歩することになる。さらに、それだけではなくイーターまでも大量に湧き出してしまう。
最終決戦後、事態の根源であるイーターの存在がリセットされたことで世界は復元された。
イーター
電子空間内に存在する白黒の模様とオウムガイのような形状をした謎の生命体。EDEN症候群やデジタルシフトの原因とされている。デザインは大暮維人による。
その触手でデータを侵食し、変容する特性を持つ。人間の精神データを吸収した個体は人型の姿を持つ第二形態へと進化した他、前述のイーター・イヴ、イーター・アダムといった特殊な個体もいる。また、あらゆる瞬間で情報を共有するという超次元的な特性も有する。
極めて堅固な防御力を誇る上、HPを吸収する能力を持つかなり厄介な敵。パーティ構成次第では積みかねない。
ロイヤルナイツなどからはEDENという電脳空間に人間の悪意が反応したためと思われており、彼らが人間を殲滅しようとする理由となっている。
その実態は上位次元に住まう「大いなる意志」（つまり、神）の端末で、三次元空間の存在をスキャンして送信する役割を持つ「観測者」。それが、EDENや勇吾への間違った接触で侵食者という形態を獲得してしまった。
特性上、「時間」の次元軸に属し、あらゆる時間に偏在する存在と思われる。そのため、「現在のイーター」の存在が完全に抹消された場合、「過去のイーター」さえも抹消され、それによって発生した結果は全て歪曲する（場合によっては事件自体なかったことになる）。
イグドラシル
デジタルワールドの神。
イーターの出現によって侵食されつつある事態に対して、その原因がEDENにあると判断。ロイヤルナイツに究明を命じる。
本編中では明確な意識を示していないようで、アルファモン・オメガモンとドゥフトモンとでその意思の解釈に対して認識が大きく違っている。
実はイーターの本体「マザー・イーター」にその機能の大半を侵食されており、もはやイグドラシルとしての意思はほぼ存在しない。
最終決戦後は同化している末堂のコマンドを受けてイーターの初期化を実行して世界を復元。合わせて、デジタルワールドを異変が一切起こってない8年前の状態に戻すため、異物である人間およびその精神を元の世界へと送り返した。
賽を振る神の賽を作る神を証明する理論
運命にあくまで抗おうとする主人公を見て、末堂が閃いた理論。説明がないのでわかりづらい。
賽を振る神（運命）は能動的に何かするわけではなく、賽を作る神、即ち目の内容を制御できる可能性を司る神（＝主人公ら人間）によって無数に分岐した可能性を観測しているということ。
悲しみの運命に屈せず挑み続けることで新たな未来は切り開かれるという新たな希望を見出した末堂は、人間がその理論を証明し続けることを期待して消滅を選んだ。
七大魔王デジモン
様々な作品で黒幕もしくは最後の切り札として登場する、悪側の最高位デジモン。本作品の世界では一切本編に関与してこない（バルバモンは異世界の存在）。そのため、進化させるのに何の制限もない。
DLCにおいて、ディアナモン救出のために（何の悪事も働いてないのに）討伐されることになった。
戦闘時は、5ターン待機後にひたすら強化&ダブルインパクトをしてくるベルゼブモン、複数形態を持ち全く違う攻撃を行ってくるベルフェモン&ルーチェモンなど、特殊なアクションやパターンとなっている。
ミレイ曰く、七大魔王はあらゆる平行世界でその力を分散されているというある種の封印が機能しており、ある世界の七大魔王が倒されてしまうと別世界の七大魔王の力が増大してしまうという極めて厄介な特性を持つ。
これは誰が施したというわけでもない世界の摂理によって成り立っているもので、宇宙検閲官仮説のようなもの。そのため、その理を乱すと相殺するかのような罰（サヨの場合は七大魔王相当の力を持っていることになったディアナモンの消滅）が発生する。

## サウンドエディション収録曲（ハッカーズメモリー）
『ハッカーズメモリー』の『TVアニメサウンドエディション版ゲームソフト』に収録された楽曲。
デジモンアドベンチャー
- Butter-Fly
歌：和田光司
- brave heart
歌：宮﨑歩

デジモンアドベンチャー02
- ターゲット〜赤い衝撃〜
歌：和田光司
- Break up!
歌：宮崎歩

デジモンテイマーズ
- The Biggest Dreamer
歌：和田光司
- SLASH!!
歌：太田美知彦

デジモンフロンティア
- FIRE!!
歌：和田光司
- With The Will
歌：和田光司

デジモンセイバーズ
- 強ing! Going! My soul!!
歌：ダイナマイトSHU
- Believer
歌：Ikuo

デジモンクロスウォーズ
- ネバギバ!
歌：Sonar Pocket
- WE ARE クロスハート!
歌：和田光司

## 漫画版
デジモンストーリー サイバースルゥース
ゲームのプロローグ漫画として、Vジャンプ2015年4月号（2015年2月発売）読切が掲載され、ジャンプ+ 2015年5月号（2015年3月配信）読切が再掲載された。
原案：本郷あきよし、漫画：フクダイクミ、監修：バンダイナムコゲームス。
デジモンストーリー サイバースルゥース ハッカーズメモリー
ゲームのプロローグ漫画として、Vジャンプ2018年1月号（2017年11月発売）読切が掲載された。
原案：本郷あきよし、漫画：赤嶺直樹、原作·監修：バンダイナムコエンターテインメント。

## CM
デジモンストーリー サイバースルゥース ハッカーズメモリー
PlayStation 4 / PlayStation Vita版のCMのナレーションを御島エリカ役の小倉唯、Nintendo Switch版のCMのナレーションを暮海杏子役の坂本真綾が担当している。